# Navarre (Ohio)
Navarre és una població dels Estats Units a l'estat d'Ohio. Segons el cens del 2000 tenia 1.440 habitants.

## Demografia
Segons el cens del 2000, Navarre tenia 1.440 habitants, 606 habitatges, i 369 famílies. La densitat de població era de 370,7 habitants per km².
Dels 606 habitatges en un 24,3% hi vivien nens de menys de 18 anys, en un 48,5% hi vivien parelles casades, en un 8,6% dones solteres, i en un 39,1% no eren unitats familiars. En el 35,8% dels habitatges hi vivien persones soles el 19,1% de les quals corresponia a persones de 65 anys o més que vivien soles. El nombre mitjà de persones vivint en cada habitatge era de 2,2 i el nombre mitjà de persones que vivien en cada família era de 2,83.
Per edats la població es repartia de la següent manera: un 19,4% tenia menys de 18 anys, un 7,3% entre 18 i 24, un 22,8% entre 25 i 44, un 24,4% de 45 a 60 i un 26% 65 anys o més.
L'edat mediana era de 45 anys. Per cada 100 dones de 18 o més anys hi havia 78,2 homes.
La renda mediana per habitatge era de 33.382 $ i la renda mediana per família de 41.515 $. Els homes tenien una renda mediana de 30.772 $ mentre que les dones 22.778 $. La renda per capita de la població era de 18.246 $. Aproximadament el 4,5% de les famílies i el 5,7% de la població estaven per davall del llindar de pobresa.

## Poblacions més properes
El següent diagrama mostra les poblacions més properes.